# 외스테르순드 FK
외스테르순드 FK(Östersunds FK)는 스웨덴 외스테르순드를 연고로 하는 축구팀이다. 이 팀은 1996년에 창단되었으며 현재 알스벤스칸에 참가하고 있다.

## 선수 명단

### 현역
참고: FIFA 자격 규정에 따라 소속된 국가대표팀 국기를 표시합니다. 선수는 복수의 FIFA 비회원국 국적을 가지고 있을 수 있습니다.
| 번호 | 포지션 | 국적       | 이름              |
| ---- | ------ | ---------- | ----------------- |
| 8    | MF     |            | 에리크 브렌든     |
| 20   | MF     | 나이지리아 | 마이클 올루와예미 |

| 번호 | 포지션 | 국적 | 이름          |
| ---- | ------ | ---- | ------------- |
| 77   | GK     | 케냐 | 아놀드 오리기 |

## 역대 감독
| 감독          | 임기        |
| ------------- | ----------- |
| 그레이엄 포터 | 2011 ~ 2018 |

틀:외스테르순드 FK 선수 명단